# جورج غيتي
جورج غيتي (بالإنجليزية: George Getty)‏ هو شخصية أعمال أمريكي، ولد في 17 أكتوبر 1855 في ماريلند في الولايات المتحدة، وتوفي في 31 مايو 1930 في لوس أنجلوس في الولايات المتحدة.